# 永山武四郎

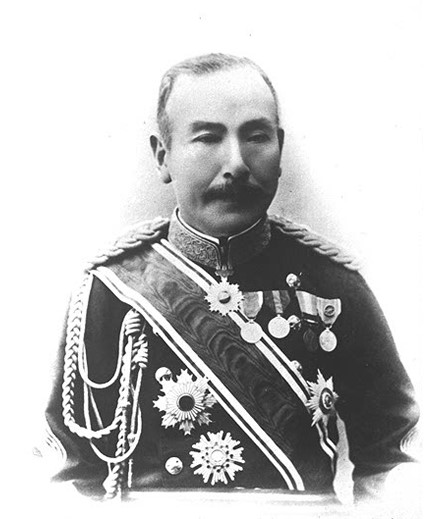
永山武四郎

永山 武四郎（ながやま たけしろう、天保8年4月24日（1837年5月28日） - 明治37年（1904年）5月27日）は、日本の陸軍軍人、華族。明治時代に北海道庁長官、第7師団長、貴族院議員等を歴任する。官位は陸軍中将従二位勲一等男爵。筑摩県権令・新潟県令等を務めた永山盛輝男爵は兄。

## 経歴
天保8年（1837年）、薩摩国鹿児島郡鹿児島近在西田村（現在の鹿児島市薬師二丁目）の鹿児島藩士、永山盛広の四男として生まれた武四郎は、同じく鹿児島藩士の永山喜八郎の養子となる。戊辰戦争に従軍し、維新後の明治4年（1871年）7月、陸軍大尉・2番大隊付に任命される。
明治5年（1872年）9月から開拓使に移り、北海道開拓使八等出仕となる。明治8年（1875年）3月に陸軍准少佐・開拓使七等出仕、屯田事務局付。明治10年（1877年）4月に屯田兵第1大隊長に就任し堀基大佐の指揮のもと、西南戦争に従軍する。戦争から帰還した後は開拓少書記官・屯田事務局副長・屯田事務局長と累進し、階級は屯田兵大佐となる。一時陸軍省出仕を経験し明治18年（1885年）5月には陸軍少将・屯田兵副本部長となり、1年間の欧米出張をへて明治21年（1888年）6月から北海道庁長官を兼ねる。北海道庁長官は岩村通俊の後を受けたもので、永山は第2代である。その間明治22年（1889年）8月には屯田兵司令官に就任する。
同年8月、奈良県十津川村で集中豪雨による大規模な山腹崩壊が多発。村民の生活が成り立たなくなったことを聞いた永山は、奈良県知事に北海道移住を勧める書簡を送付。これを契機に十津川村から集団移住が始まり、後に新十津川村が成立した。
北海道庁長官退任後の明治28年（1895年）2月には臨時第7師団司令官となる。同年12月4日、男爵に叙される。臨時第7師団は組織改編を経て明治29年（1896年）5月には第7師団となり、武四郎が師団長に就任する。同年10月、陸軍中将に進級し明治33年（1900年）4月まで務めた。軍を退役した後は明治36年（1903年）11月20日から貴族院勅選議員を務めるが、明治37年（1904年）議会出席の為上京中に倒れ、5月27日薨去する。死を悟った武四郎は親しい者たちに「我が躯は北海道に埋めよ。必ずやかの地をロシアから守らん」と述べたという。この遺言により北海道札幌市豊平墓地に葬られた。後に里塚霊園に改葬される。
現役時代は屯田兵を掌握し軍部内では一大勢力だったが、本人に政治的野心はなく、中央の政治抗争のためにその力を行使することはなかった。終生北海道を案じ、その身を捧げた武人であった。

## 上川離宮

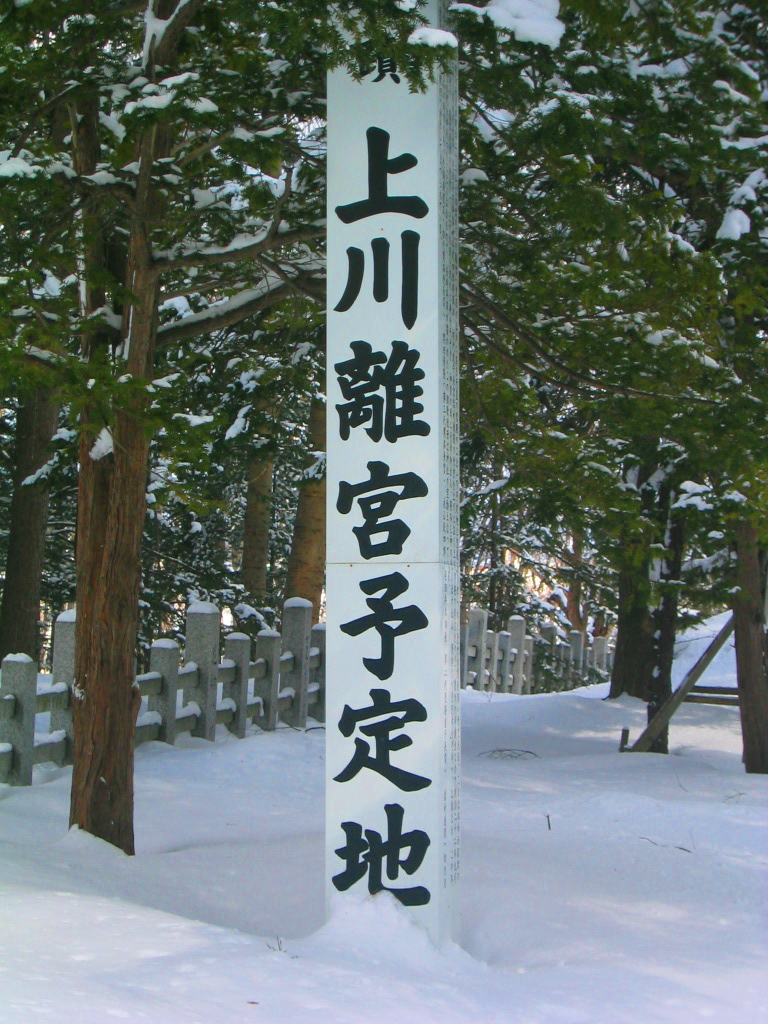
上川離宮予定地

北海道庁長官となった武四郎は北海道でも特に内陸部の開発に着目した。就任前には先代長官の岩村通俊と共に上川原野を視察した。ここに屯田兵村を設置するが、この村は明治23年（1890年）永山村と名前を変える。この名は武四郎に由来するものである。
さて、本州からの移住を促進する為に上川の地に東京・京都に並ぶ「北京」を作る構想を先代岩村から受け継いだ武四郎は、政府に働き掛ける。政府からは好意見も聞こえたが、法制局の反対にあいこの計画は退けられる。かわって上川に離宮を設ける案が浮上する。予定地は現在の旭川市神楽岡。明治天皇の裁可を得たこの計画は明治22年（1889年）に宮内省をへて閣議決定される。離宮が出来るとなると旭川の評価は高まり、神楽岡の一帯を御料地に指定し明治23年（1890年）には前述の永山村に加え旭川村・神居村が開村、明治25年（1892年）には永山神社が創建される。入植者は一気に増え開発が進むが、札幌・小樽方面の反発と日清戦争の始まりによって計画が頓挫してしまう。
上川神社境内には武四郎の歌碑と、記念碑が建立され今に伝わる。

## 逸話
- 薩摩藩の永山氏には室町幕府将軍足利義昭の子として伝わるものもある。（永山義在、『鹿児島県史料』[4]）
- 武四郎は永山神社・北海道神宮末社開拓神社に祀られている。永山神社には銅像が建立されている。武四郎の生誕の地である鹿児島県鹿児島市薬師にはそれを記す説明板が設置され、北海道札幌市中央区には永山武四郎の邸宅である旧永山武四郎邸が保存されている。

## 栄典
位階
- 1885年（明治18年）7月25日 - 正五位[5]
- 1886年（明治19年）10月28日 - 従四位[6]
- 1889年（明治22年）11月5日 - 従三位[7]
- 1904年（明治37年）4月15日 - 従二位[8]

勲章等
- 1885年（明治18年）4月7日 - 勲三等旭日中綬章[9]
- 1889年（明治22年）11月25日 - 大日本帝国憲法発布記念章[10]
- 1893年（明治26年）5月26日 - 勲二等瑞宝章[11]
- 1895年（明治28年）
  - 8月20日 - 旭日重光章[12]
  - 12月4日 - 男爵[13]
- 1900年（明治33年）5月4日 - 勲一等瑞宝章[14]
- 1904年（明治37年）5月27日 - 旭日大綬章[15]

## 親族
- 長男[16] 永山武敏 - 陸軍大佐・正二位勲三等功五級となり、貴族院男爵議員・霊友会会長を務めた。日露戦争の二〇三高地で負傷、陸軍大佐で予備役となる[17][要出典]。
  - 孫 永山敏行 - 武敏長男・男爵、1945年死去し襲爵手続きを行わず1946年5月に栄典喪失[16]。
  - 孫 永山武臣 - 武敏四男[16]。文化功労者で、松竹会長・日本演劇興行協会長。
- 三男 永山武美[16] - 慈恵医科大学第3代学長。
- 四女 阿部ミツ（光子）[16] - 阿部みどり女の名で高浜虚子門下の俳人となる。